# Paczków (gmina)
Paczków – gmina miejsko-wiejska w województwie opolskim, w powiecie nyskim. W latach 1975–1998 gmina położona była w województwie opolskim. Siedziba gminy to Paczków.
Według danych z 30 czerwca 2004 gminę zamieszkiwało 13 828 osób. Natomiast według danych z 31 grudnia 2019 roku gminę zamieszkiwało 12 535 osób.

## Struktura powierzchni
Według danych z roku 2002 gmina Paczków ma obszar 79,7 km², w tym:
- użytki rolne: 83%
- użytki leśne: 1%

Gmina stanowi 6,51% powierzchni powiatu.

## Demografia

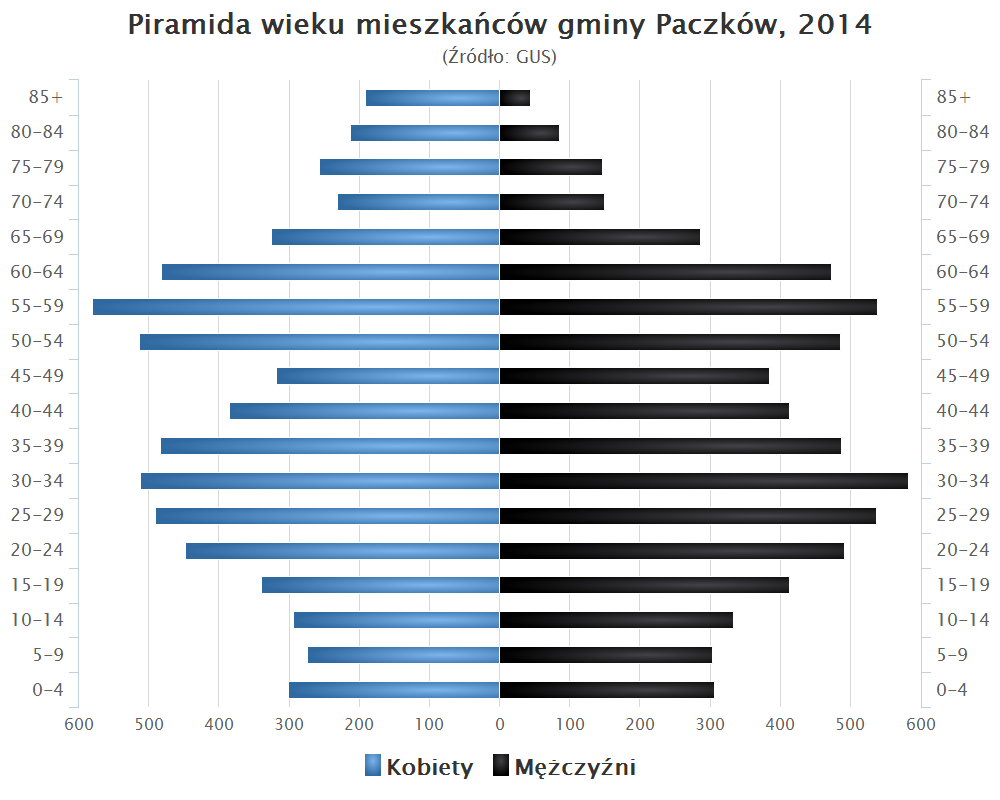
Piramida wieku mieszkańców gminy Paczków w 2014 roku

Dane z 30 czerwca 2004:
| Opis                              | Ogółem | Ogółem | Kobiety | Kobiety | Mężczyźni | Mężczyźni |
| --------------------------------- | ------ | ------ | ------- | ------- | --------- | --------- |
| jednostka                         | osób   | %      | osób    | %       | osób      | %         |
| populacja                         | 13 828 | 100    | 7032    | 50,9    | 6796      | 49,1      |
| gęstość zaludnienia (mieszk./km²) | 173,5  | 173,5  | 88,2    | 88,2    | 85,3      | 85,3      |

## Sołectwa
Dziewiętlice, Frydrychów, 
Gościce, Kamienica, Kozielno, Lisie Kąty, Stary Paczków, Ścibórz, 
Trzeboszowice, Ujeździec, Unikowice, Wilamowa.

## Sąsiednie gminy
Kamieniec Ząbkowicki, Otmuchów, Ziębice, gmina Złoty Stok. Gmina sąsiaduje z Czechami.